# Lis-Kula
Pociąg Pancerny „Podpułkownik Lis-Kula” eks-„Pepetrójka” (P.P. 3) – pociąg pancerny Wojska Polskiego.

## Historia

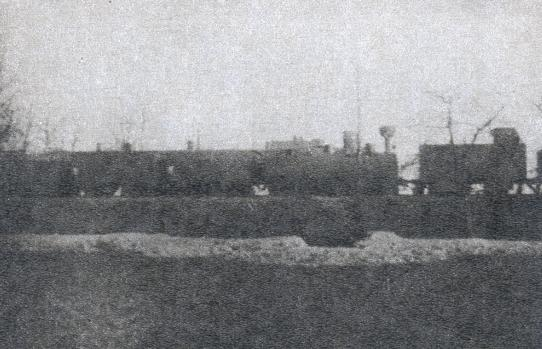
Pociąg pancerny Lis-Kula we Lwowie 1919

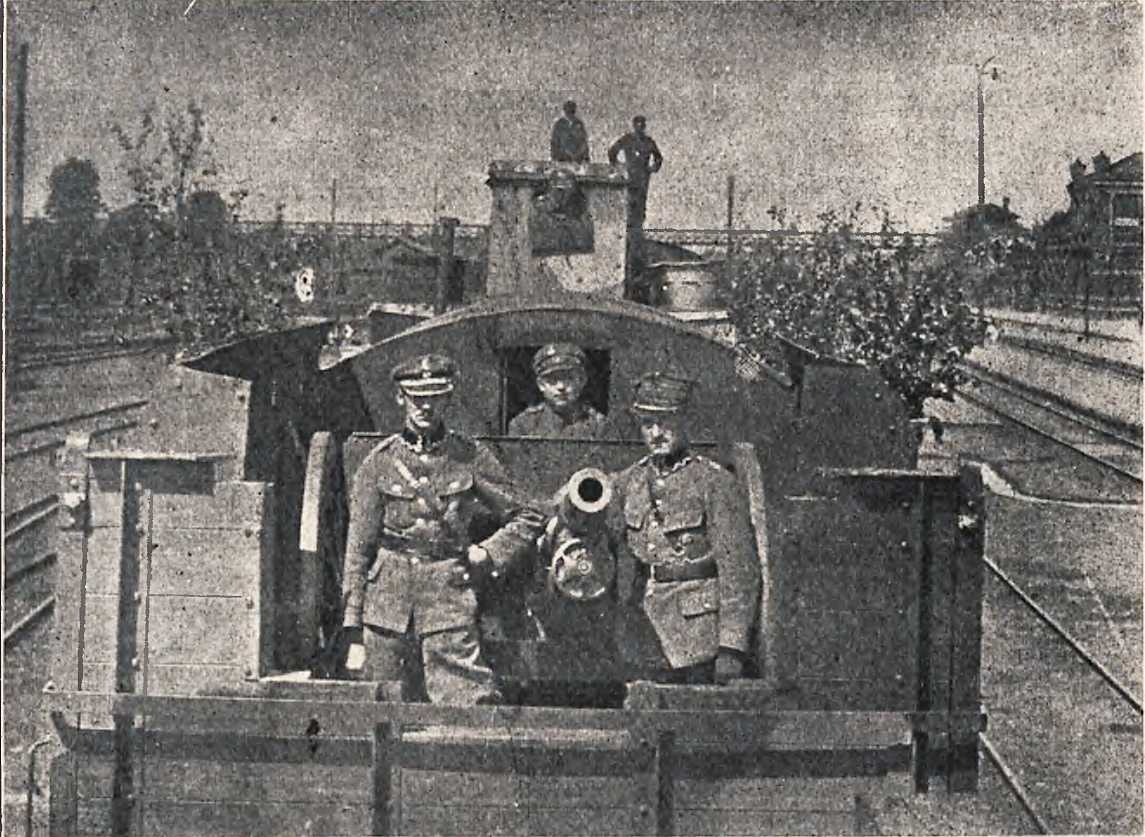
D-ca pociągu pancernego „Ppłk. Lis-Kula“ kpt. Felicjan Madeyski i d-ca art. pociągu por. Zdzisław Stypal pod Mińskiem w czerwcu 1920

Pociąg zbudowany został 26 listopada 1918 w Głównych Warsztatach Kolejowych we Lwowie i nazwany „Lwowianin”, lecz nazwa ta nie przyjęła się. Po kilku dniach załoga pociągu ochrzciła go mianem „Pepetrójka”, od numeru - Pociąg Pancerny Nr 3 (P.P. 3). 5 kwietnia 1919 minister spraw wojskowych dla uczczenia pamięci poległego na polu chwały podpułkownika Lis-Kuli przemianował pociąg pancerny „Pepetrójka” na „Podpułkownik Lis-Kula”. Załoga pociągu otrzymała ten rozkaz 30 kwietnia 1919.
Pociąg uzbrojony był w armaty i 8, a później 16 karabinów maszynowych. Wagony opancerzone zostały blachą i workami z piaskiem. Obsadę opancerzonego parowozu stanowili lwowscy kolejarze. W składzie załogi pociągu znajdował się pluton wypadowy.
W ocenie Czesława Mączyńskiego, komendanta naczelnego obrony Lwowa, „pociąg pancerny przedstawiał ostatni wyraz techniki bojowej (...) mógł znakomicie spełniać zadanie obronne i czynne-ofensywne”.
W czasie wojny z Ukraińcami załoga pociągu walczyła między innymi w obronie Lwowa. Następnie załoga toczyła boje w trakcie wojny z bolszewikami. 12 sierpnia 1921 pociąg odjechał do Krakowa, gdzie w 1 Pułku Kolejowym przeprowadzono jego likwidację.
Ppor. Artur Belohlavek skomponował pieśń pociągu zaczynającą się od wiersza: „zawsze naprzód jako czujka, jedzie nasza pepetrójka”.

## Obsada personalna
- komendant pociągu – por. Zbigniew Orzechowski
- zastępca komendanta pociągu – por. Antoni Dawidowicz
- komendant oddziału karabinów maszynowych – por. Felicjan Madeyski (od 8 VIII 1919 dowódca pociągu)
- komendant oddziału szturmowego – ppor. Maksymilian Wudkiewicz †22 II 1919 Wołczuchy[3][4][5][6]
- dowódca oddziału szturmowego – ppor. Lasota
- komendant oddziału piechoty – ppor. piech. Artur Bêlohlávek ps. „Zbigniew Orwicz”[a]
- dowódca plutonu pionierów i p.o. lekarza – por. Branko de Gróo
- dowódca plutonu telefonicznego –
- oficer artylerii – por. Mieczysław Rudnicki
- I oficer pociągu i dowódca artylerii – por. Władysław de Filippi[b] †20 V 1920 Królewszczyzna[9]
- dowódca artylerii – por. Zdzisław Stypal
- oficer prowiantowy – ppor. Marian Kempner
- lekarz – por. lek. Leszek Jakliński
- Zygmunt Rucker[10]

## Odznaka pamiątkowa
Odznaka pamiątkowa o wymarach 38x53 mm, owalna, tłoczona w blasze miedzianej, obustronnie srebrzona, lekko wypukła. Grubość blachy 1 mm. Wewnątrz owalu u góry napis: „Pepe-trójka” a u dołu daty: „19. XI. 1918 – 30. IV. 1919”. W środku stojące na torze kolejowym – parowóz opancerzony i tender. W tle panorama Lwowa. Na parowozie napisy: „PP3” i „Lwów”. Odznaka przykręcana na śrubie.
Inna wersja odznaki - wykonana z szarego metalu, srebrzona, lekko oksydowana, owalna 60x45 mm. Wykonana w pracowni Ungera we Lwowie. Owal odznaki obwiedziony na brzegach podwójnym paskiem, mieści wyobrażenie pociągu pancernego na torze. W dali panorama Lwowa. Ponad nią, wzdłuż brzegu napis: „Pepetrójka”. U dołu daty: „19.XI.l918 – 30.IV.l919”.